# 長澤正信
長澤 正信（ながさわ まさのぶ、1942年1月25日 - ）は、日本の実業家。元南野建設代表取締役、2005年（平成17年）12月1日よりアジアゲートホールディングス代表取締役専務取締役。

## 略歴
- 1942年（昭和17年）1月25日 岩手県に生まれる。
- 最終学歴：神奈川大学法経学部卒業
- 1982年（昭和57年）6月 南野建設株式会社入社
- 1986年（昭和61年）12月 盛岡営業所長
- 1998年（平成10年）12月 仙台支店長
- 2001年（平成13年）12月 取締役仙台支店長
- 2002年（平成14年）2月 取締役東日本事業部長
- 2003年（平成15年）12月 常務取締役（現任）
- 2005年（平成17年）12月1日 アジアゲートホールディングス代表取締役専務就任[1]。